# Sōya Fujiwara
Sōya Fujiwara (藤原 奏哉?, Fujiwara Sōya; Yamaguchi, 9 settembre 1995) è un calciatore giapponese, centrocampista dell'Albirex Niigata.